# Седељано
Седељано је насеље у Италији у округу Удине, региону Фурланија-Јулијска крајина.
Према процени из 2011. у насељу је живело 1169 становника. Насеље се налази на надморској висини од 70 м.

## Становништво
Према резултатима пописа становништва 2011. у општини је живело 3.937 становника.
| 1951. | 1961. | 1971. | 1981. | 1991. | 2001. | 2011. |
| ----- | ----- | ----- | ----- | ----- | ----- | ----- |
| 5.837 | 4.849 | 4.230 | 4.235 | 3.978 | 3.852 | 3.937 |